# Serrabona (Biosca)
|  | Per a altres significats, vegeu «Serrabona». |

Serrabona és una masia del municipi de Biosca (Solsonès) que forma part de l'Inventari del Patrimoni Arquitectònic de Catalunya.

## Descripció
És un edifici de quatre façanes i tres plantes. A la façana sud-oest hi ha una finestra a la segona planta, i una de més petita a la darrera. A la façana sud-est, hi ha una entrada amb llinda de pedra a la planta baixa, i porta de fusta de doble batent. A la planta següent hi ha una finestra, i a la darrera una de més petita. A la façana nord-est, té les primeres plantes cobertes pel terra. A la darrera planta hi ha una petita entrada i més a la dreta una petita obertura. A la façana nord-oest, hi ha dues finestres a la segona planta i una de petita a la darrera. La coberta és de dos vessants (nord-est, sud-oest), acabada amb teules.
Adjunt a la façana sud-est, hi ha un altre cos, a la façana sud-oest, té una entrada amb llinda de pedra que dona a la planta baixa. A la planta següent hi ha dues finestres, la de l'esquerra rectangular amb llinda de pedra i ampit, i la de la dreta que culmina en un arc rebaixat, a sota d'aquest hi ha una sortida d'aigua. A la darrera planta hi ha dues grans finestres tapiades acabades amb arc de mig punt. La de l'esquerra s'hi ha fet una petita obertura. A la dreta d'aquesta façana, hi ha un petit edifici adjunt. A la façana sud-est, hi ha una entrada amb llinda de pedra i porta de fusta que dona a la segona planta. A la seva dreta hi ha una finestra. A la darrera planta hi ha una petita obertura. A la façana nord-est, no hi ha cap obertura. Té un petit afegit fet de totxo. La façana nord-oest, està adjunta al primer edifici. La coberta és d'un vessant (nord-est), acabada amb teules.
L'edifici adjunt a la façana sud-oest, té dues plantes. A la façana sud-est, té unes escales que porten a la segona planta, on hi ha una gran obertura d'accés. La coberta és d'un vessant (sud-est), acabada amb teules.
Davant de la façana nord-oest del primer edifici, hi ha un altre edifici que tenia funció ramadera. Té quatre façanes i dues plantes. A la façana est, té una entrada amb llinda de pedra. A la façana oest, té una finestra a la part superior de la façana. A la resta de façanes no hi ha obertures. La coberta és d'un vessant (sud), acabada amb teules.